# De Havilland DH.60 Moth
El de Havilland DH.60 Moth (arna en anglès), és un avió biplà i biplaça entrenador creat per la companyia anglesa de Havilland Aircraft Company durant els anys vint.
El seu èxit comercial donà una gran empenta a l'aviació britànica i obrí la porta a la creació d'un gran nombre d'iteracions de l'aparell com ara el Tiger Moth, GIant Moth, Hornet Moth... Que posteriorment comprendrien la família d'avions "Moth".

## Història
El DH.60 va tenir un gran èxit inicialment rebent un gran nombre de comandes, exportacions i llicències de construcció a l'estranger. L'únic problema que va tenir va ser que el motor original va quedar obsolet ràpidament i ho van solucionar dissenyant un motor nou fabricat per la mateixa de Havilland, el de Havilland Gipsy I.

## Variants

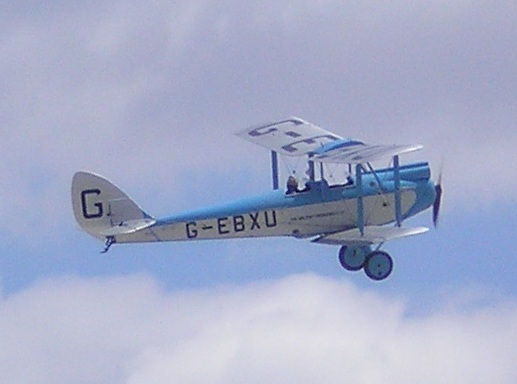
Aparell de Havilland DH.60 Moth enlairat.

### DH.60Cirrus Moth
Primera variant de producció amb un motor ADC Cirrus de 45 kW (60 cv). Total de 39 unitats construïdes.

### DH.60Cirrus II Moth(Hermes Moth)
Actualització de l'anterior amb major superfície alar i menor distància entre parells d'ales i un motor més potent Cirrus Hermes de 78 kW (105 cv). 32 unitats en total.

### DH.60Genet Moth
Versió emprada per l'escola central d'entrenadors de la RAF amb motor Armstrong Siddeley. 6 unitats en total.

### DH.60GGipsy Moth
Redisseny amb actualitzacions a la cabina i motor Havilland Gipsy I de 75 kW (100 cv). El Gipsy Moth va fer la seva presentació guanyant la cursa aèria de la Copa del Rei de 1928. Un altre Gipsy Moth pilotat per Amy Johnson va aconseguir el rècord de distància amb el vol de 1930 entre Croydon i Darwin.

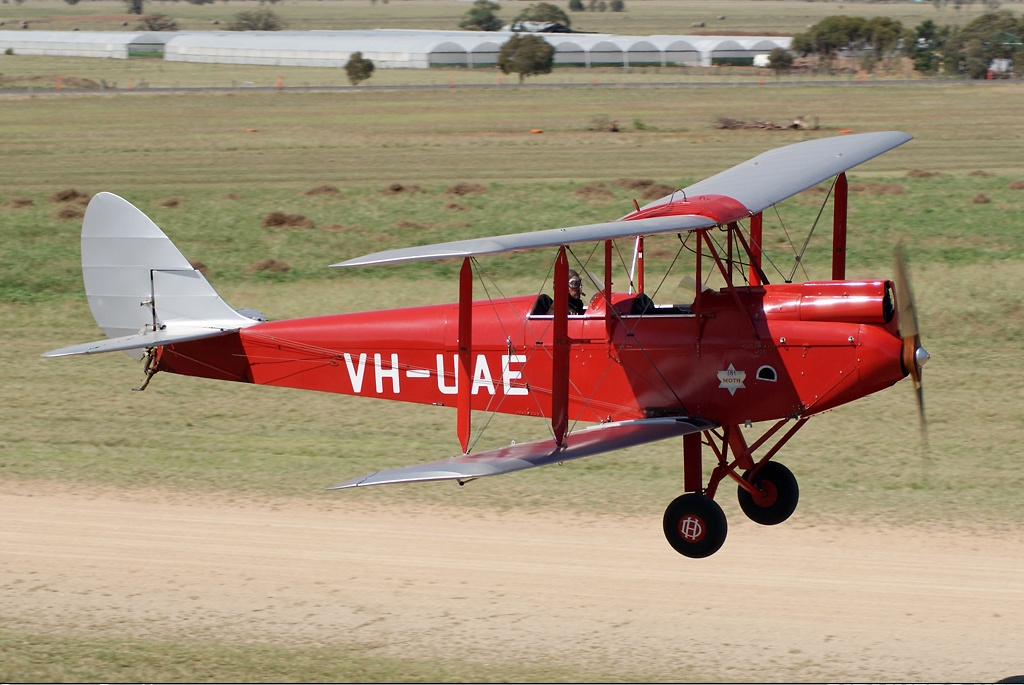
DH.60 durant un show aeri.

### DH.60GIIGipsy II Moth
Gipsy Moth amb nou motor Gipsy II de 89 kW (120 cv).

### DH.60X
Gipsy Moth amb tren d'aterratge creuat en "X". Aquesta configuració s'estandarditzà amb el model DH.60M.

### DH.60LLuxury
Edició civil de luxe amb més espai de cabina i capacitat de càrrega.

### DH.60MMetal Moth
Primera versió amb fuselatge metàl·lic.747 unitats en total.

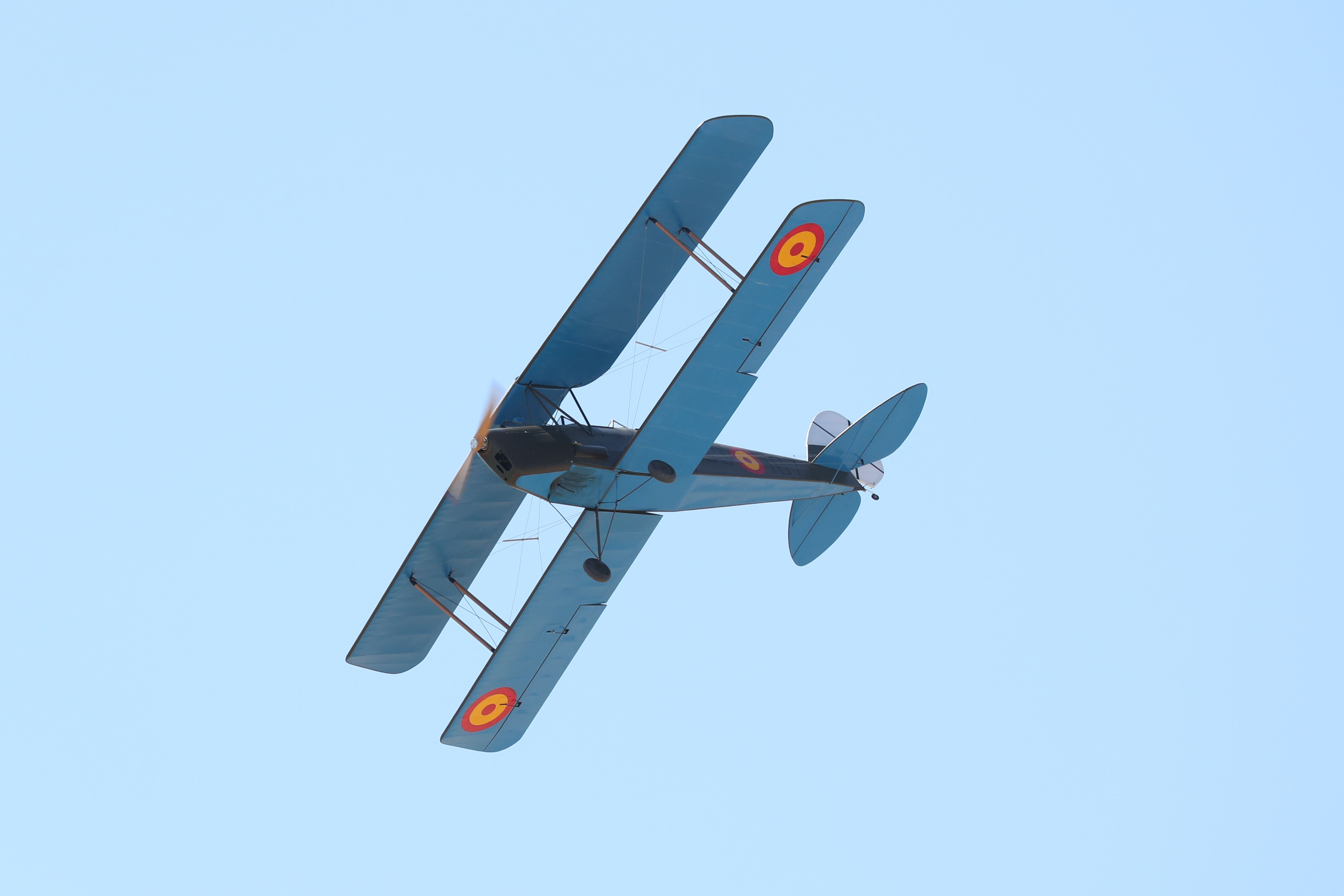
DH.60 de l'exèrcit de l'aire espanyol l'any 2017,

### DH.60T Moth Trainer
Variant de Metal Moth orientada a l'entrenament de pilots amb facilitats d'acces i de col·locació de paracaigudes. 49 aparells en total.

### DH.60GIIIMoth
Redisseny del Gipsy II Moth amb el motor capgirat. 57 unitats en total.

### DH.60GIIIMoth Major
Última hiteració dels Gipsy fruit d'un canvi en la nomenclatura del motor: Gipsy Major. 154 aparells.

### DH.60TTiger Moth
Versió experimental amb ales en punta de fletxa dissenyada per a la RAF. Cristalitzà en la versió de producció DH.82 Tiger Moth. 8 unitats en total.

## Especifications (DH.60G Gipsy Moth)

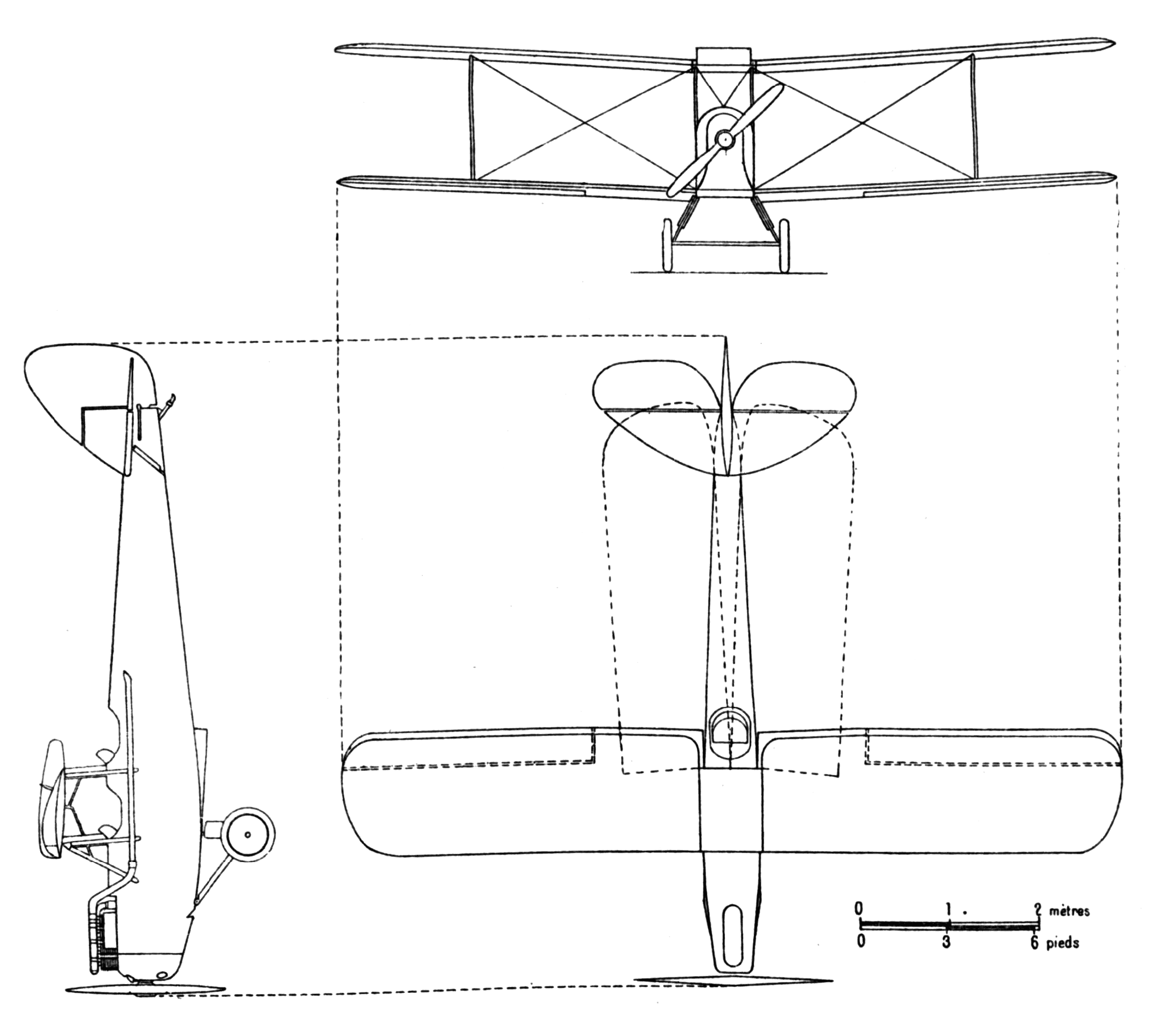
Alçat, planta i perfil d'un de Havilland DH.60 Cirrus Moth.

### Generals
- Tripulació: 2 en tàndem.
- Longitud: 7,29 m.
- Amplària: 9,14 m.
- Altura: 2,68 m.
- Superfície alar: 22.6 m².
- Pes buit: 417 kg.
- Pes màxim: 750 kg.
- Planta motriu: 1 motor a pistons de Havilland Gipsy I de quatre cilíndres i 75 kW (100 cv).

### Rendiment
- Velocitat màxima: 164 km/h.
- Velocitata de creuer: 137 km/h.
- Rang: 515 km.
- Sostre: 4.420 m.
- Ascens: 2.5 m/s.

## Curiositats
- Aquest aparell, concretament la variant Tiger Moth apareix durant les missions tutorials del simulador aeri IL-2 Cliffs of Dover, sent l'únic entrenador disponible.
- Un Hornet Moth és també l'avió emprat pels protagonistes durant el clímax de la novel·la histórica "L'últim vol" de Ken Follett
- Un Gypsy Moth, De Havilland DH60, és l'avió que Dennis Finch Hatton (Robert Redford) pilota a la pel·lícula "Out of Africa" (Memories d'Àfrica) de Sidney Pollack.